# Teagan Summers
Teagan Summers (Victorville, California; 30 de junio de 1990) es una actriz pornográfica estadounidense.

## Biografía
Rain nació en junio de 1990 en la ciudad de Victorville, al oeste del condado de San Bernardino (California), con el nombre de Krysta Sims. Entró en la industria pornográfica en 2010, a los 20 años de edad.
Ha trabajado para estudios como Hustler, Reality Kings, Devil's Film, ATK, Kick Ass, Girlfriends Films o Vivid.
Algunas películas de su filmografía son Adventures In Babysitting, All New Hot Showers 2, Bald Beavers 2, In The Pink, Molly's Life 11, Pretty Little Things, Sex Sex Sex, Swallow This 18 o Teen Sex Project 34.
Se retiró en 2017, habiendo rodado más de 130 películas como actriz.